# Morenci, Arizona
Morenci är en så kallad census-designated place i Greenlee County i delstaten Arizona. Vid 2010 års folkräkning hade Morenci 1 489 invånare.

## Kända personer från Morenci
- Joe Maese, utövare av amerikansk fotboll